# Georgi Schischkoff

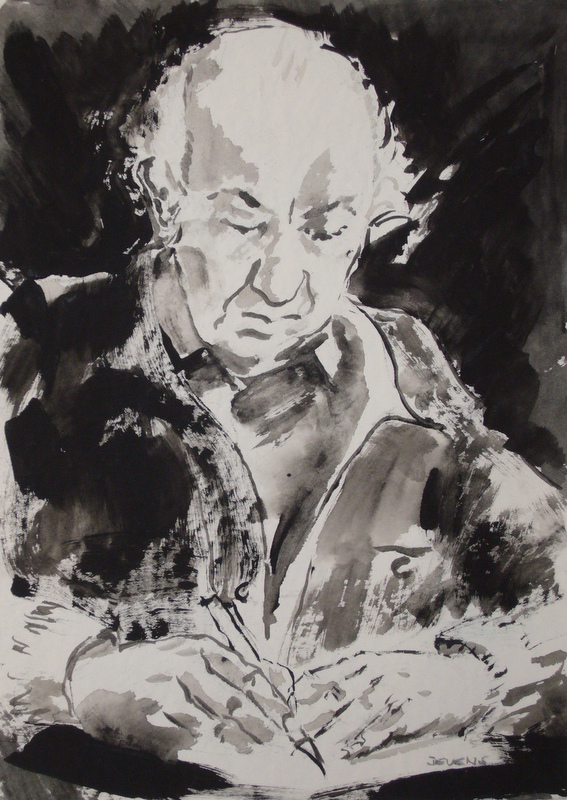
Georgi Schischkoff – Porträt von Rainer Devens (1989)

Georgi Schischkoff (bulgarisch Георги Шишков; * 5. Juni 1912 in Nowa Sagora, Bulgarien; † 27. April 1991 in Wasserburg am Inn) war ein aus Bulgarien stammender, seit 1940 in Deutschland lebender Mathematiker und Philosoph. Er war unter anderem Lehrer, Universitätsprofessor, Schriftsteller und Redakteur.

## Leben und Wirken
Georgi Schischkoff, Sohn von Penka Schischkoff, geborene Michailowa, und des Finanzexperten Stephan Schischkoff, ist ein Großneffe des bulgarischen Schriftstellers und Aufklärers S. I. Dobroplodnj (1820–1894). Schischkoff studierte von 1931 bis 1935 Mathematik und Physik an der Universität Sofia mit dem Abschluss als Diplom-Mathematiker. Von 1935 bis 1936 war er als Versicherungsmathematiker in Sofia tätig. Von 1937 bis 1940 unterrichtete er an Gymnasien in Schumen und Stara-Zagora. Ab 1938 betrieb Schischkoff als Autodidakt Studien zur Philosophie, insbesondere der Werke von Gottfried Wilhelm Leibniz. Die Alexander von Humboldt-Stiftung bewilligte 1940 ein Stipendium, so dass Schischkoff an der Universität München die Fächer Philosophie, Psychologie, Ästhetik und Musikwissenschaft studieren konnte. 1942 wurde er in München mit einer Dissertation zur Philosophie der Mathematik zum Dr. phil. promoviert. In dieser Zeit war Schischkoff ein Mitarbeiter von Kurt Huber. Seine Habilitationsschrift war von Huber vorbereitet. Nach dessen Verhaftung und Hinrichtung wurde sie unter dem Vorsitz Wilhelm Müllers (Parteigänger der „Deutschen Physik“) aufgenommen und durchgeführt. Schischkoff wurde Studienrat, Professor für Philosophie der Universität Salzburg und ab 1968 Gastprofessor der Universität München.
Ein Jahr nach dem Ende des Zweiten Weltkrieges gelang Schischkoff im Frühjahr 1946 die Gründung der Zeitschrift für philosophische Forschung. An der Gründung wirkten mit:
- Otto Friedrich Bollnow
- Ernst Hoffmann
- Philipp Lersch
- Walter Bröcker und
- Wilhelm Weischedel.

Im Heft Nr. 1 erschien postum der Beitrag Leibniz und wir von Kurt Huber. Heute wird die Zeitschrift herausgegeben von den Philosophen Gerhard Ernst und Christof Rapp.
Ebenfalls in den ersten Nachkriegsjahren organisierte Schischkoff gemeinsam mit Kollegen den Ersten Deutschen Kongress für Philosophie, der im September 1947 in Garmisch-Partenkirchen stattfand. Bereits auf diesem Kongress wurden Verhandlungen zur Gründung einer philosophischen Vereinigung geführt. 1950 gehörte Schischkoff dann zu den Mitbegründern der Deutschen Gesellschaft für Philosophie.
Seit 1949 gab Schischkoff den von ihm begründeten Philosophischen Literaturanzeiger als ein Referateorgan für Neuerscheinungen der Philosophie und ihrer gesamten Grenzgebiete heraus – zunächst im Selbstverlag und danach bei mehrmals wechselnden deutschen Verlagen. Seine Tätigkeit als Herausgeber beendete er 1980.
Weiterhin war Schischkoff für den Anton Hain Verlag in Meisenheim am Glan als Herausgeber der Monographien zur philosophischen Forschung tätig. Für den Alfred Kröner Verlag bearbeitete Georgi Schischkoff seit 1956 das Philosophische Wörterbuch und gab es heraus.
Er war griechisch-orthodox, sprach Deutsch, Bulgarisch und Russisch, war verheiratet mit der Studienrätin Anne Schischkoff, geborene Kurz, und lebte zuletzt in Wasserburg am Inn.

## Ehrungen
- 1986: Verdienstkreuz am Bande der Bundesrepublik Deutschland

## Veröffentlichungen
- Gegenwärtige Philosophische Probleme der Mathematik. Lüttke, Berlin 1944.
- Beiträge zur Leibniz-Forschung. 1947.
- Erschöpfte Kunst oder Kunstformalismus? Eine anthropologische Studie zur modernen Malerei unter besonderer Berücksichtigung der gegenstandslosen Malerei. Bronnen, Schlehdorf 1952.
- Die gesteuerte Vermassung. Ein sozialphilosophischer Beitrag zur Zeitkritik. Hain, Meisenheim 1964. (Spanisch 1968).
- Das Bogomilentum in Bulgarien. In: Philosophischer Literaturanzeiger. Band XVII, 1964.
- Spengler und Toynbee. In: A. M. Koktanek (Hrsg.): Festschrift für Manfred Schröter. München 1965.
- Kurt Huber als Leibniz-Forscher. München 1966.
- Petar Beron (1798–1871). Forscherdrang aus dem Glauben an die geschichtliche Sendung der Slawen. Hain, Meisenheim 1971.
- als Hrsg.: Philosophisches Wörterbuch. Begründet von Heinrich Schmidt, neu bearbeitet von Georgi Schischkoff. Kröner, Stuttgart 1957 (= Kröner-Tauschenausgabe); 22. Auflage 1991, ISBN 3-520-01322-3.

## Festschrift
- Anne Schischkoff, Anton Hain (Hrsg.): Georgi Schischkoff zum 60. Geburtstag. Hain, Meisenheim am Glan 1972.